# رايلي كوبر
رايلي كوبر (بالإنجليزية: Riley Cooper)‏ (و. 1987  م) هو لاعب كرة قاعدة، ولاعب كرة قدم أمريكية، من الولايات المتحدة، ولد في أوكلاهوما سيتي، أوكلاهوما، يلعب كمستقبل واسع ‏.

## التعليم
تعلم في جامعة فلوريدا.